# نيل كوري
نيل كوري (بالإنجليزية: Neil Currie)‏ هو دبلوماسي أسترالي، ولد في 20 أغسطس 1926 في ماكاي في أستراليا، وتوفي في 30 يوليو 1999 في خليج باتيمانز ‏ في أستراليا.